# Björn Barlach
Björn Olof Barlach, född 20 december 1936 i Stockholm, död 27 juni 2018, var en svensk författare och textförfattare.
Barlach studerade vid Uppsala universitet och blev fil. kand. i litteratur- och konsthistoria. Under studenttiden började han skriva texter till bland andra Kvintetten Olsson och Orphei Drängar. Under 1960-talet skrev han texter till underhållningsprogram i TV, och för Isa Quensel bearbetade han farsen Gröna hissen för Maximteatern. Han har gjort översättningar av texter för Malmö Stadsteater och revytexter till Kar de Mumma samt texter till Lill Lindfors shower.
Björn Barlach var hedersledamot av Stockholms nation i Uppsala.